# Kontaga (Tibga)
Pour les articles homonymes, voir Kontaga.
Ne doit pas être confondu avec Kontaga-Peulh.
Kontaga est une commune rurale située dans le département de Tibga de la province du Gourma dans la région de l'Est au Burkina Faso.

## Géographie
Kontaga est situé à 15 km au Nord-Ouest de Tibga et 8 km au Nord-Ouest de Modré.

## Santé et éducation
Le centre de soins le plus proche de Kontaga est le centre de santé et de promotion sociale (CSPS) de Modré.